# De Vlaamsche Gazet
De Vlaamsche Gazet was een Belgische Vlaamsgezinde, liberale en vrijzinnige krant.

## Geschiedenis
De eerste editie van de krant verscheen op 14 november 1900 te Brussel en werd uitgegeven door Uitgeverij J. Hoste. De redactie was gevestigd te Brussel. Naar aanleiding van de bezetting van België door de Duitsers tijdens de Eerste Wereldoorlog werd de publicatie van de krant gestaakt op 20 augustus 1914.
Op 20 november 1914 werd de uitgave van de krant hernomen door Alfons Baeyens. Na een verbod hiertoe van Julius Hoste werd de naam op 14 januari 1915 gewijzigd in Het Vlaamsche Nieuws.

## Historische documenten
- De Vlaamsche Gazet (1914); Het Archief
- De Vlaamsche Gazet (20 november 1914 - 13 januari 1915); The Belgian War Press (CegeSoma)